# 圏央道荒川橋
圏央道荒川橋（けんおうどうあらかわばし）は埼玉県桶川市川田谷と比企郡川島町東野の間で荒川に架かる首都圏中央連絡自動車道（一般国道468号）の道路橋である。荒川渡河橋（あらかわとかきょう）の仮称で建設された。

## 概要
荒川河口から 54.7 kmの地点に位置にする橋で、上下線とも全長 970.5 m、総幅員 11.41 m、有効幅員 10.52 m、最大支間長 79.0 mで右岸側鋼6径間連続鈑桁橋2連および左岸側鋼4径間連続箱桁橋からなる。路面は 2.5 - 3.11 % の横断勾配が付けられ、桶川市側に 0.3 % の縦断勾配が付けられている。直線の線形を持つ橋で、橋軸は堤防に対し65度の斜角で交差している。また、橋軸と橋脚に対しても84度の斜角が付けられている。下り線（川上側）の主桁に1380 mmの東電管路が2条設置されている。高欄はコンクリート製である。管理者は東日本高速道路関東支社加須管理事務所である。
橋の両側は右岸側（川島町側）は「川島高架橋」、左岸側（桶川市側）は「川田谷高架橋」と呼ばれる緩い曲線の線形を持つ連続高架橋に接続され、連続した橋となっている。また、埼玉県の第一次特定緊急輸送道路に指定されている
圏央道に付随する側道はこの付近で一旦途切れている。自動車専用道路（国土交通大臣指定に基づく高規格幹線道路（一般国道の自動車専用道路）であって、高速自動車国道ではない）であるため、幅2.50 mの路肩が整備されているが歩道などの設備は設置されていない。

### 諸元
荒川渡河橋（右岸側）
- 橋梁形式 - 6径間上路式連続鋼2主鈑桁橋2連[11][12]
- 橋長 - 669.500 m（337.1 m + 332.4 m）
- 支間長 - （57.8 m + 57.0 m + 55.4 m×3 + 54.7 m） + （54.7 m + 55.4 m×4 + 54.7 m）
- 総幅員 - 11.400 m
- 有効幅員 - 10.510 m
- 桁高 - 3.0 m
- 床版形式 - プレキャストPC床版
- 鋼重 - 3194 t[11]
- 完工年 - 2008年（平成20年）
- 架設工法 - トラッククレーンベント工法

荒川渡河橋（左岸側）
- 橋梁形式 - 4径間上路式連続鋼箱桁橋[4]
- 橋長 - 301.000 m
- 支間長 - 70.7 m + 79.0 m×2 + 70.7 m
- 総幅員 - 11.410 m
- 有効幅員 - 10.520 m
- 桁高 - 2.9 m
- 床版形式 - 合成床版
- 鋼重 - 2665 t
- 完工年 - 2009年（平成21年）
- 架設工法 - 送出し架設工法

道路諸元
- 車線数 - 往復4車線[13]
- 道路区分 - 第1種第2級（道路構造令）
- 車線幅員 - 3.5 m[10]
- 設計速度 - 100 km/h

## 橋の建設
橋の起業者は国土交通省関東地方整備局（大宮国道事務所）で、設計は新日本技研株式会社が担当している。
また、橋の建設は右岸側12径間を「その1工事」、渡河区間を含む左岸側4径間を「その2工事」と、大きく二つの工事に分けて建設された。
工事を請け負ったのは右岸側は下部工を東急建設、上部工が日鉄ブリッジ（後の日鉄トピーブリッジ）が請け負い、左岸側が下部工を木原建設、上部工を三菱重工鉄構エンジニアリング（現、エムエムブリッジ）、日本橋梁共同企業体が請け負った。
工事の特徴として、荒川の夏場の出水期（6月から10月までの約5か月間）は安全のため河川区域内での工事は不可という作業条件の制約が課せられ、工事の完成期限が決められていることから、何れの工事も実質的な工期が短いため、現場での作業量を減らす工夫をすると共に、限られた時間や資源を効率的に活用するためクリティカルパス法を用いて工程管理や施工管理を徹底して行ったことが挙げられる。

### その1工事

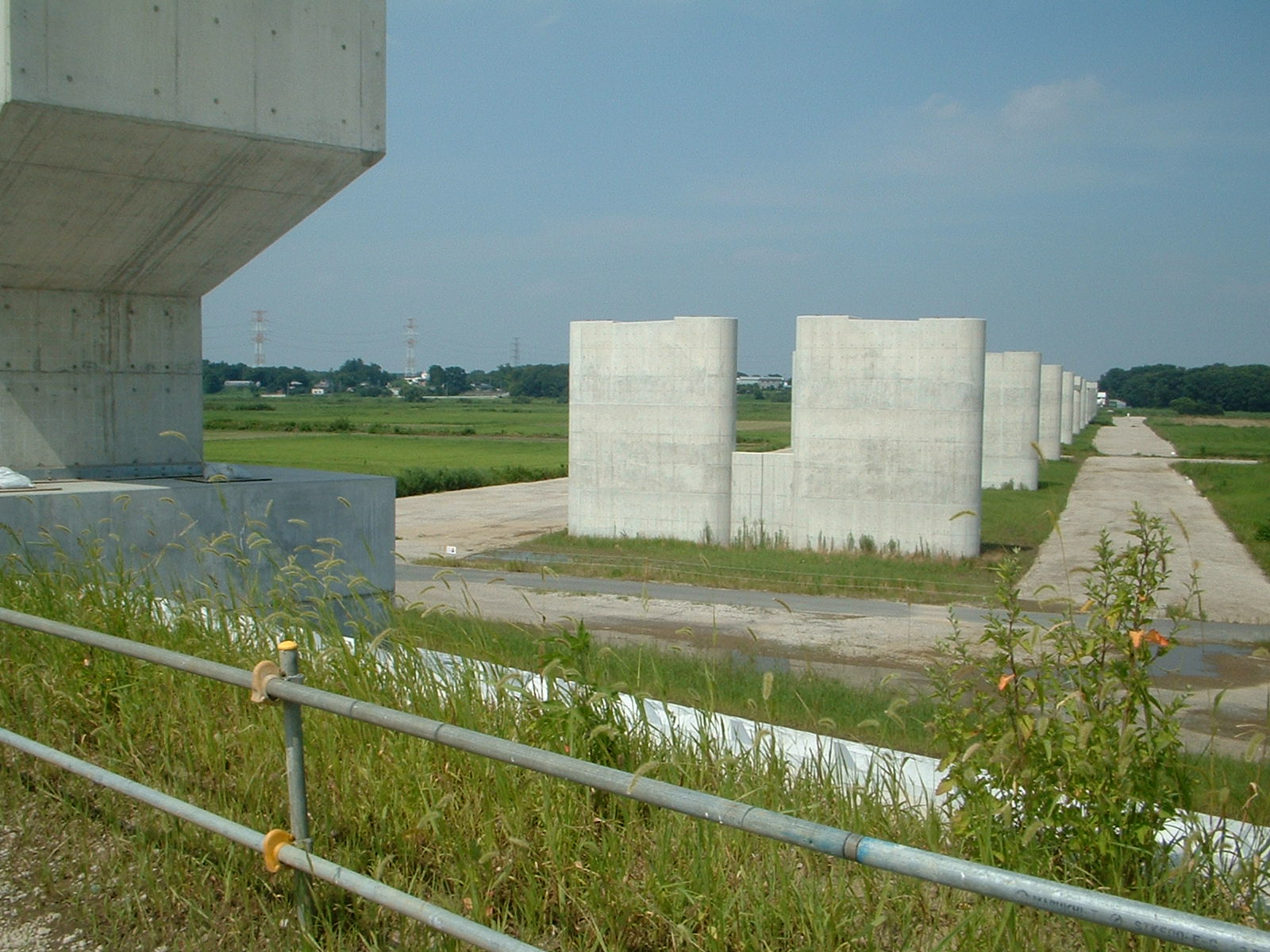
下部工が完成した荒川渡河橋。両側に作業ヤードが整備されている。（2008年7月31日）

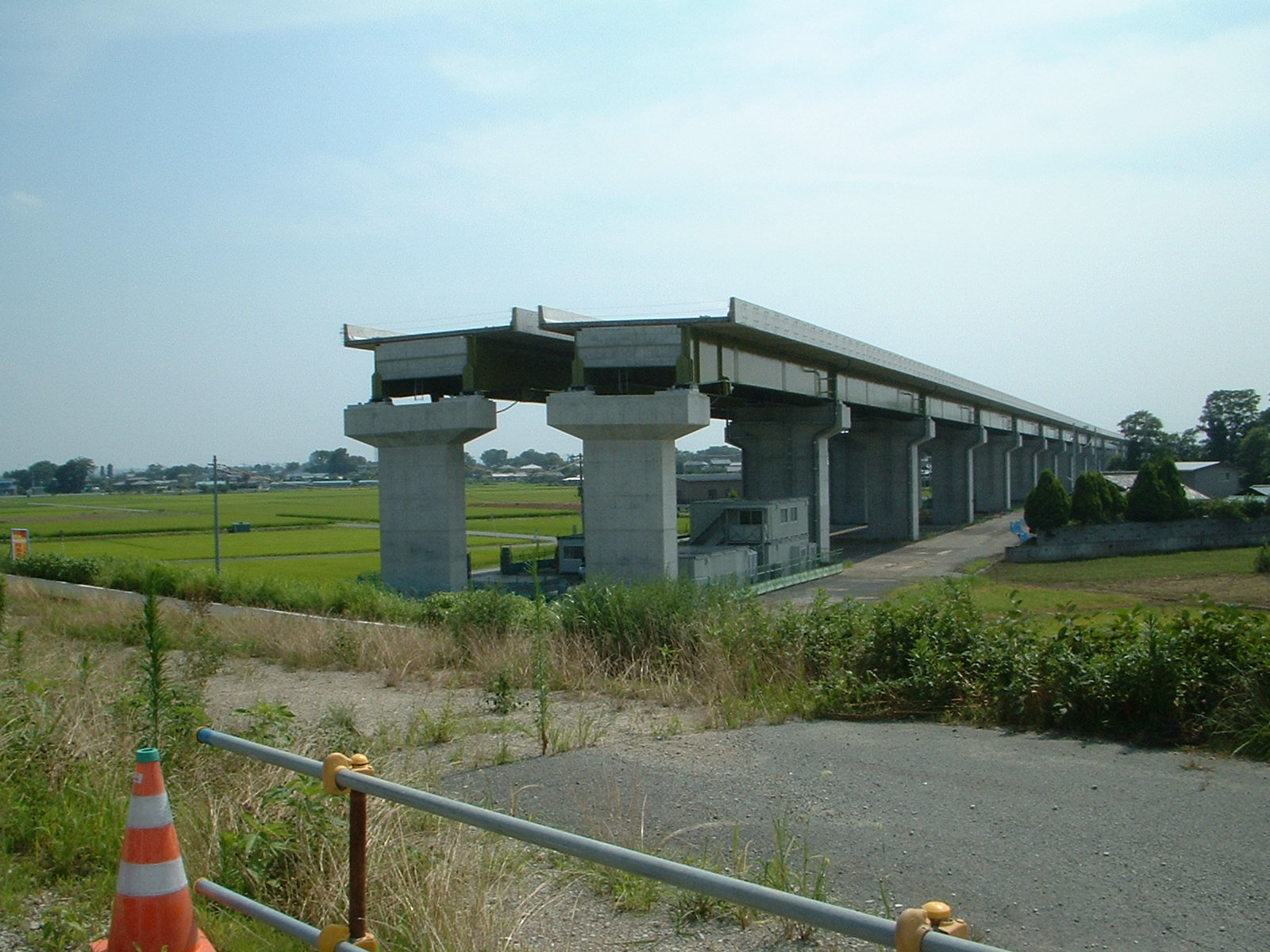
完成した川島高架橋。手前に隣接する荒川渡河橋はまだ架設されていない。（2008年7月31日）

設計は2003年（平成15年）3月26日設計に着手し、2004年（平成16年）2月27日完了している。橋の構造やスパン割りなどの設計は合理性と経済性が重視され、新技術の導入の検討を行ないつつ、目標とするサービス水準を低下することなくコストの縮減を図り、そのことは後日優良業務として評価され、2004年（平成16年）7月27日に大宮国道事務所より表彰されている。
橋の下部工（橋台、橋脚）は2006年（平成18年）3月着手された。元請会社は東急建設が請け負い、施工は幸手クレーンが担当し、2006年（平成18年）11月着工された
基礎条件は砂礫層を支持地盤とし、橋脚基礎はフーチング基礎（一部鋼管矢板基礎）が用いられている。
橋の上部工の建設は下部工の工事がまだ継続中であったが、2007年（平成19年）10月31日着手された。施工会社については日鉄ブリッジ（後の日鉄トピーブリッジ）が元請会社として25億9392万円で請け負い、下請会社として株式会社ミックが主桁、およびPC床版の架設を請け負い、株式会社川村鉄建工業が横桁（主桁どうしを短辺方向に繋ぐ横架材）および高欄・場所打ち床版の打設を請け負った。
現場では夏場の出水期である6月から10月末までは、河川区域内での立ち入りやベント（桁を支えるための仮設支持工）などの仮設工の設置が出来ないため、架設に向けての詳細計画を策定するほか、クレーンの走行路や架設に必要となる部材のストック場所などの作業ヤードを拡幅整備するため、地権者に借地要請を行い、11月の架設に一斉にスタートできる様準備した。
鋼製の主桁やPC床版などの部材は福岡県北九州市の日鉄ブリッジ若松工場で製作を行い、部材の仮組み立てや溶接試験をするなど、架設工事に向けてのシミュレーションを行った。製作した部材の輸送は海路および陸路にて行い、工場から東京港の辰巳埠頭まで499トン船で4日かけて海上輸送し、トレーラーで架設現場までの陸送を行った。辰巳埠頭には運搬した部材をストックする拠点（保管ヤード）を設けた。
架設工事は2008年11月開始し、12月までの2ヶ月間の短期間に主要な工事を終わらせなければならず、6径間4橋分の主桁を4橋同時施工する措置が取られた。
架設に使用したクレーンは400トン油圧クレーン4台の他、補助作業用クレーン10台以上が投入された。ベントは設置および解体が迅速に行えるユニット式ベントが用いられた。作業員は150人/日以上が従事した。

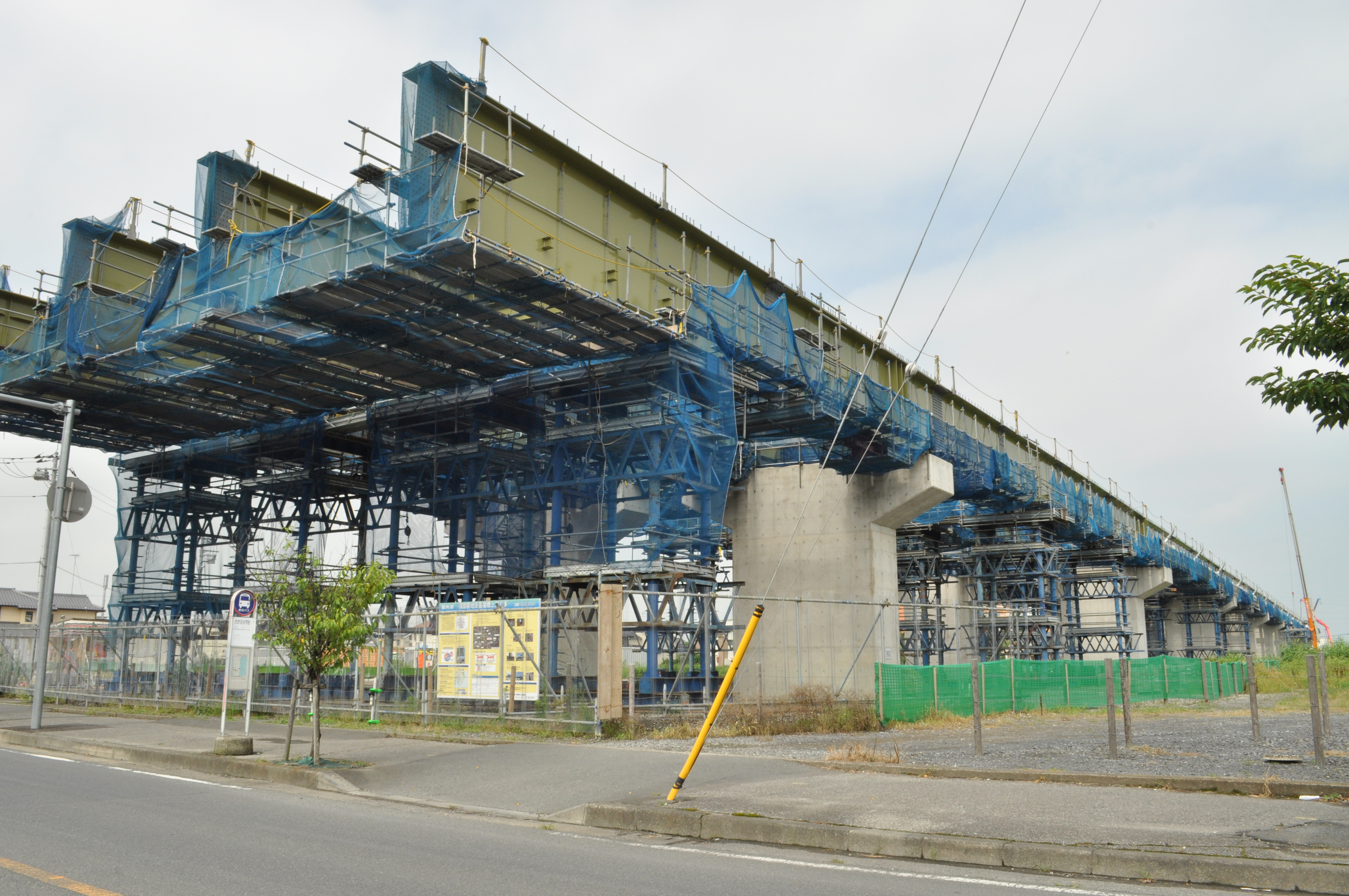
幸手市の圏央道の高架橋工事。荒川渡河橋もこの画像のようにベントで橋桁を支持しながら工事が行われた。

架設はベントで支持しつつクレーンで3径間分を先行して架設し、4径間目に着手する段階で1径間目より順次PC床版の敷設を行い、敷設の際は加重による主桁の変位量をコンピュータ管理しながら行われ6径間分までを繰り返した。
主桁の部材の連結は短期間の施工の中、工数はやや増えるが信頼性を重視し溶接継手の一種であるフランジとウエブの溶接線が垂直方向に一直線とならないZ継手構造（参考リンク）を採用して上下フランジがウェブに対しそれぞれ100ミリずつ前後した構造を持たせ、現場溶接の際の溶接線が交差することで懸念される入熱量増加による靭性劣化のリスクを回避しつつ、疲労耐久性を向上させるなど施工品質の向上を図った。
橋の上部工は2009年（平成21年）3月31日完了し、隣接工区に引き継がれた。
後日、2009年（平成21年）7月14日に国土交通省関東地方整備局より、平成20年度の優良工事及び優秀工事技術者として圏央道荒川渡河橋上部工事およびその施工業者が表彰された。当工事は着手から完了するまでの間、無事故無災害を達成している。

### その2工事
渡河区間を含む左岸側4径間の建設は2007年（平成19年）10月12日着手され、これは右岸側の上部工の工事着手時期よりも早かった。
設計会社は新日本技研株式会社および大日本コンサルタントが担当している。
2008年（平成20年）3月、東京国際空港（羽田空港）D滑走路の建設により、左岸側（桶川市側）の橋脚の基礎杭で使用する鋼材の調達が困難となったため、工事請負契約書第21条（工期延長願）を適用して工期を4か月延長する措置が取られた。
下部工は木原建設が5億4600万円で請け負い、下部工の施工は2008年（平成20年）11月着工された。
下部工は2009年（平成21年）3月20日完工し、作業ヤードと共に次の工程である上部工の架設に引き継がれた。
上部工の建設は2008年（平成20年）6月19日着手された。
施工業者は三菱重工鉄構エンジニアリング、日本橋梁共同企業体が28億9800万円で請け負い、橋上部の合成床版の製作は東洋スタット株式会社が担当し、2008年（平成20年）12月に予め工場にて製作が行なわれた。製作した合成床版は上部工の架設工事の際には工場出荷前に検査が行われた。
上部工の架設は荒川の出水期が6月10日に迫っていたため、2.5ヶ月以内で架設をしなければならず、工期短縮への対応策を講じた。
架設は右岸側の既設の橋の上に軌条および台車を設置して送出し設備を仮設し、そこで主桁の組み立てを2回に分けて行なった。架設に使用したクレーンは10台以上が投入された。主桁の左岸側先端には送出しのガイドとなる手延べ機が仮設された。工期遅延により出水期内の作業も想定されたため、河川区域内へのベントは設置せず、代わりの支持工として橋脚に高さを延長して既存の橋桁の橋面との高さを同一に揃えるためのブラケットを設置し、橋桁上およびブラケット（橋脚）上にはエンドレスローラーを用いた送出し装置が上下線合わせて18ヶ所仮設された。
組み立てが終わった主桁は左岸側先端に送出しの際にガイドとなる手延機を繋ぎ、主桁の右岸側にワイヤーロープを引き込む方式の推進装置を設置して日当たり40メートル強の送出し速度で左岸側に向けて主桁を送出して架設された。
架設は本来、104日（4ヶ月）の工期が掛かるところを工期短縮のさまざまな対策実施により予定よりも短い61日を掛けて行われ、2009年（平成21年）6月1日に完了し、期限である6月10日の出水期までに主要な工事を終らせることができた。
2009年（平成21年）8月21日、橋はまだ工事中で路面の舗装などがされていなかったが、大宮国道事務所主催の「夏休み圏央道親子見学会」が開催され、工事現場の見学が行われた。見学は高所作業車の体験乗車や、透水性舗装についての学習などが行われた。
橋の工事は2009年（平成21年）11月30日完工し、荒川渡河橋は竣工した。

## 完成後
2010年（平成22年）3月28日15時に、圏央道川島ICと桶川北本IC間の5.7 kmの区間の開通と共に橋の供用を開始した。また、開通の際には川島町後援の開通記念イベントが開催され、橋の近傍にあるホンダエアポートにてセスナや飛行船による圏央道上空の遊覧飛行が行なわれた。
開通1ヶ月後の1日あたりの交通量は6500台（休日は7800台）であった。この橋の開通により若干ではあるが、荒川に架かる周辺の橋の混雑の緩和に寄与した。

## 周辺

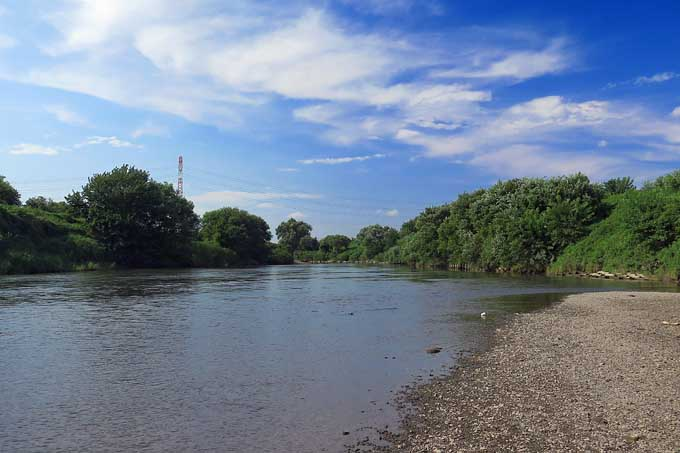
荒川渡河橋付近の荒川

河川敷は右岸側に広く取られ、主に耕作地などの農地として利用されている。
右岸側は荒川低地と呼ばれる沖積低地で連続した堤防が設けられているが、左岸側は大宮台地の縁に当たり、堤防が存在しない。
荒川流路の改修が1918年（大正7年）から1954年（昭和29年）にかけて行われたが、橋付近の荒川の流路は目立った直線化が行われておらず、緩い蛇行が見られる。すぐ上流側で市野川が合流する。また、その周囲に市町村境界に沿って昔の流路跡が存在している。
かつて橋のやや上流側の位置に「中船戸の渡し」が存在した。大正期の荒川の改修により、痕跡は流路の中に埋没している。付近には古墳の他、縄文遺跡も左岸側工事の際に見つかっている。
- 原山古墳群（川田谷古墳群） - すぐ下流側に所在する
- 旧熊谷陸軍飛行学校 桶川分教場
- 遠山記念館
- 平成の森公園
- 桶川市総合運動場
- 氷川神社 - 周囲に古墳がある
- 荒川ビオトープ - 国内最大規模のビオトープ[49]
- 埼玉県道155号さいたま武蔵丘陵森林公園自転車道線（荒川サイクリングロード）
- 県央ふれあいんぐロード（サイクリングロード）[50]

## 風景

### 橋梁

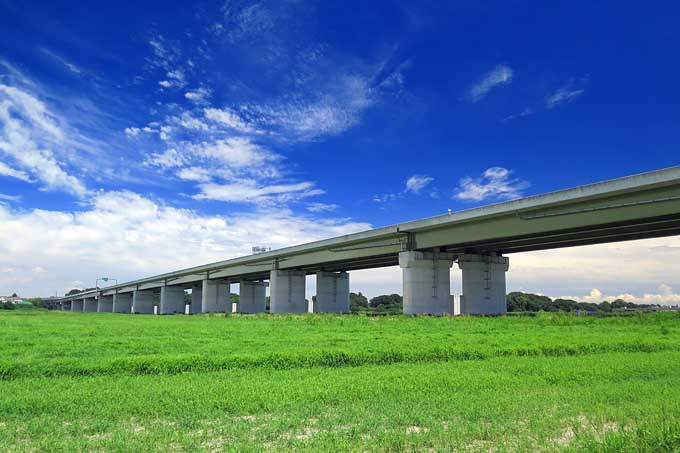
右岸上流側、高水敷より。
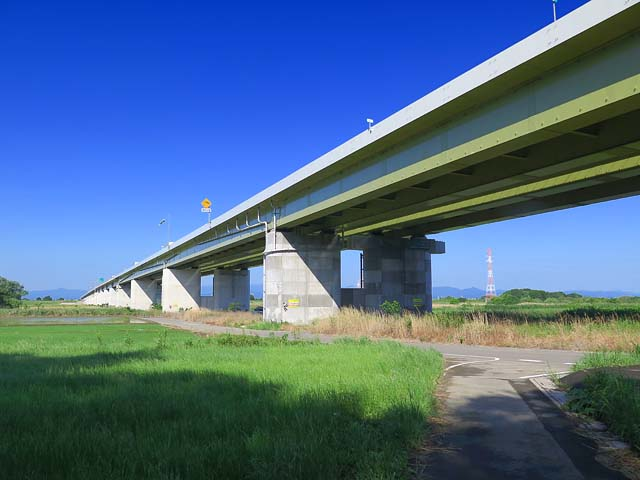
左岸下流側、高水敷より。
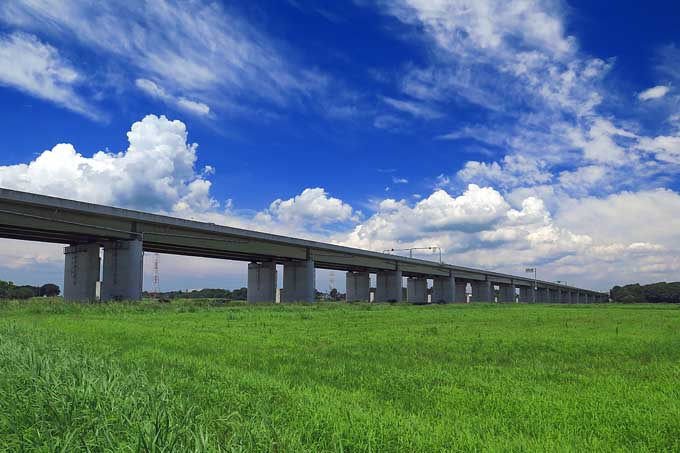
右岸下流側、高水敷より。
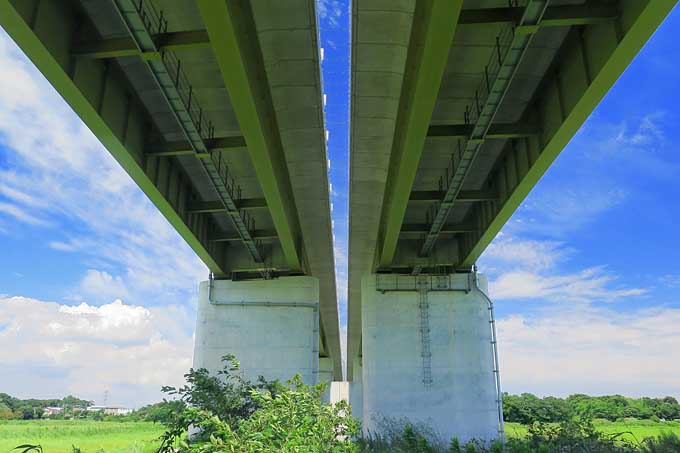
川島町側の橋桁。鋼鈑桁が使われている。
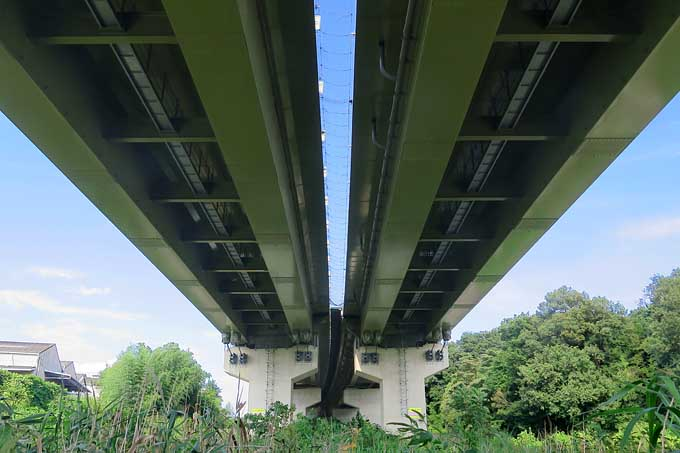
桶川市側の橋桁。鋼箱桁が使われている。
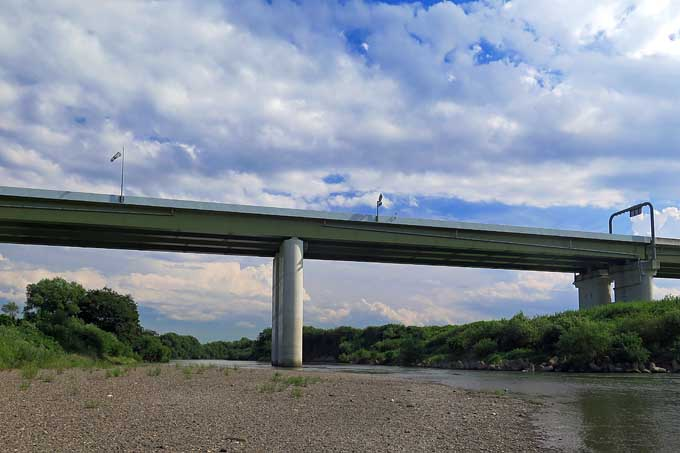
左岸上流側、低水路より。

### 銘板

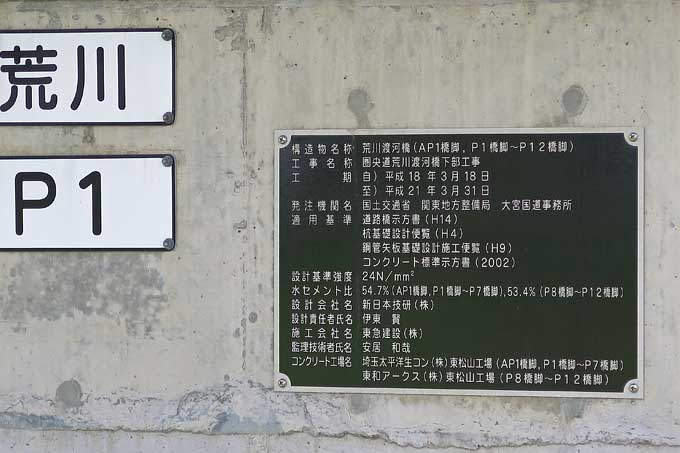
AP1橋脚に設置されている荒川渡河橋の銘板。橋の下部工事に関するデータが記されている。
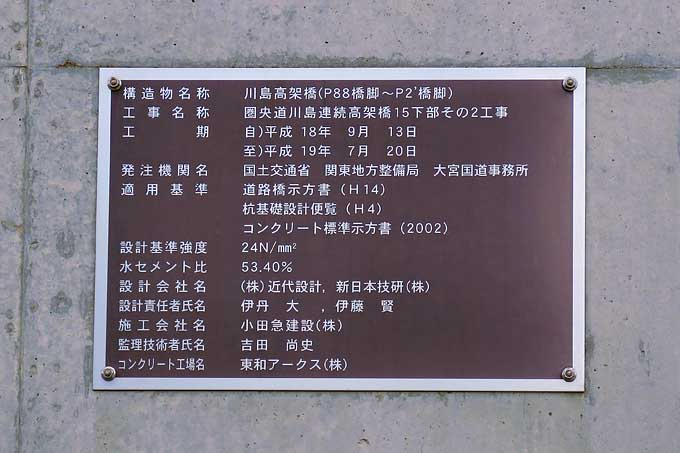
橋脚に設置されている川島高架橋の銘板。
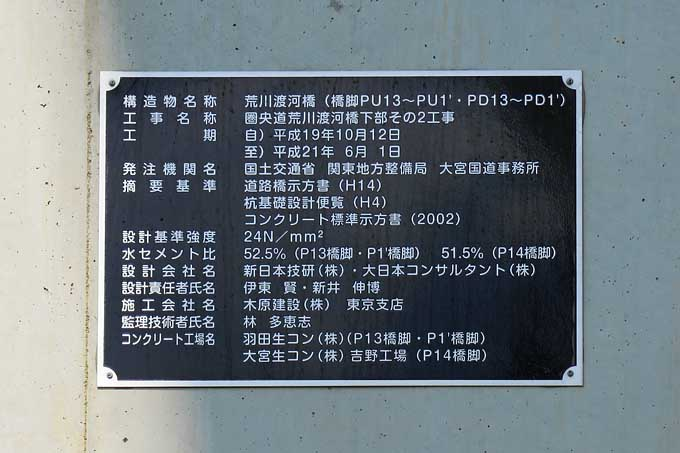
P13橋脚に設置されている荒川渡河橋の銘板。橋の下部その2工事に関するデータが記されている。
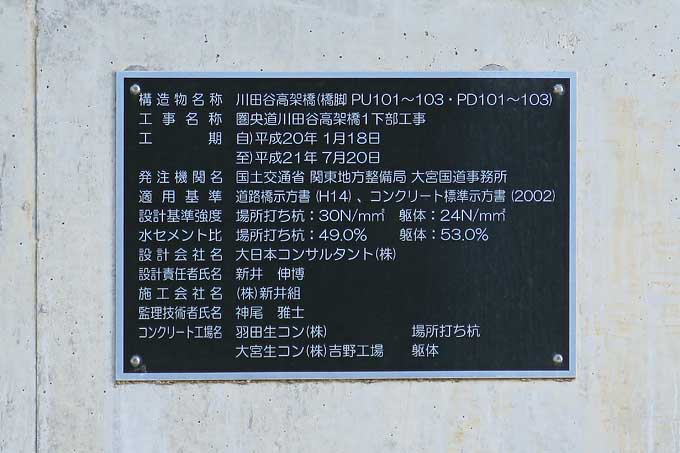
橋脚に設置されている川田谷高架橋の銘板。

## 隣の橋
- 荒川

（上流） - 高尾橋 - 荒井橋 - 圏央道荒川橋 - 太郎右衛門橋 - 樋詰橋 - （下流）